# آرثر توبي
آرثر توبي (بالإنجليزية: Arthur Toby)‏ هو لاعب دوري الرغبي أسترالي، ولد في 1903 في سيدني في أستراليا، وتوفي في 19 نوفمبر 1984 في Eastwood, New South Wales ‏ في أستراليا.